# لونا شمس الضحى
لونا شمس الضحى (4 أكتوبر 1953 - 17 فبراير 2021) سيدة أعمال من بنغلاديش. كانت رئيسة مجلس إدارة شركة البرمجيات دوهاتيك نيو ميديا في دكا بنغلادش، والتي أسستها في عام 1992. كانت أول امرأة ترأس أي بنك مملوك للدولة في بنغلاديش. كانت رئيسة مجلس إدارة بنك جاناتا المملوك للدولة. كما كانت أيضًا مؤسِّسة ورئيسة لمؤسسة بنغلادش للمرأة في التكنولوجيا. حصلت على جائزة الأعمال البنغلاديشية (2017) لمساهمتها في اقتصاد البلاد وتم تكريمها بجائزة توب تن أنانيا لعملها في صناعة البرمجيات المحلية كسيدة أعمال. كانت عضوًا في مجلس إدارة مؤسسة إس إم إي، والجامعة المستقلة في بنغلاديش، ومديرة بنك أغراني المحدود المملوك للدولة وبنك جاناتا المحدود. ظهرت في المنتديات العالمية حول التكنولوجيا والحوكمة الإلكترونية والمشاركة الاقتصادية للمرأة وتمكينها. كانت لونا عضوًا في مجلس قادة الفكر العالمي حول النمو الشامل بسويسرا. انضمت إلى منصب رئيس مجلس إدارة بنك جاناتا المملوك للدولة.